# Janet Rice
Pour les articles homonymes, voir Rice.
Janet Rice, née le 18 novembre 1960 à Melbourne, est une personnalité politique australienne membre des Verts australiens. Elle est sénatrice depuis 2014.

## Vie politique
Elle a été maire de Maribyrnong (Victoria) (en). Elle est élue au sénat à la suite des élections fédérales australiennes de 2013.

## Vie personnelle
Elle est mariée à la climatologue Penny Whetton (décédée en 2019) avec qui elle a deux fils.